# Datlovník kanárský
Datlovník kanárský (Phoenix canariensis) je neopadavý dvoudomý listnatý strom, který pochází z Kanárských ostrovů. Jen zřídka dosahuje 20 metrové výšky.

## Vzhled
Tento strom má převážně jeden úzký kmen. Jen v oblasti svého původního výskytu se mohou vyskytnout velmi staré dřeviny, které mohou mít kmen až 1 metr silný.
Kůra stromu není viditelná, protože ji pokrývá silná vrstva zbytků z uhynulých listů (trnité řapíky), které se nacházejí na celém kmenu datlovníku.
Datlovník kanárský má až pět metrů dlouhé zpeřené listy, na stromě jich může být až 200 ks. Listy jsou zelené, tuhé, do atypické špičky směřující a po levé i pravé straně každého listu je 80 až 100 samostatných malých lístků.
Samičí Květenství až 2 metry dlouhé, ohnuté. Na každém stromě je květenství jiné (zvlášť samičí a samčí). Datlovník kanárský je tedy dvoudomý.
Plody jsou žluté či oranžové, kulatě protáhlé. Semeno je značně tvrdé a velké. Dužina je jedlá, ale není jí moc.

## Období květu
Od března do června.

## Nároky na stanoviště
Vyhovují ji suchá a slunná místa.

## Původní rozšíření a současný výskyt
Datlovník kanárský pochází z Kanárských ostrovů, kde rostl v nadmořských výškách nad 1000 metrů. V současnosti se nejvíce vysazuje kolem celého Středozemního moře v parcích, alejích apod. Je také velmi oblíbenou pokojovou dřevinou.

## Zajímavosti
Palmové dřevo nevytváří letokruhy.

## Galerie

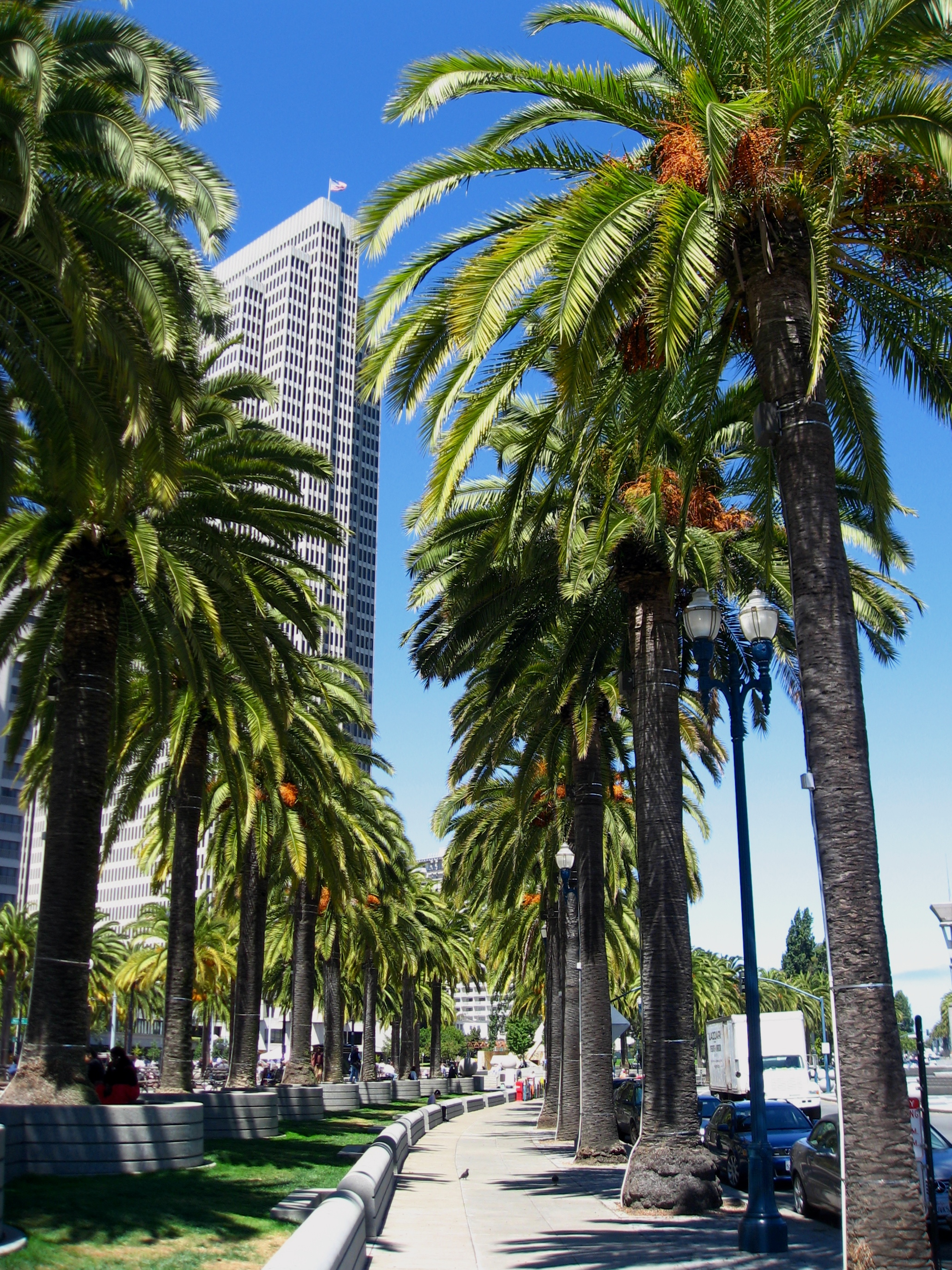
Datlovník kanárský v San Franciscu
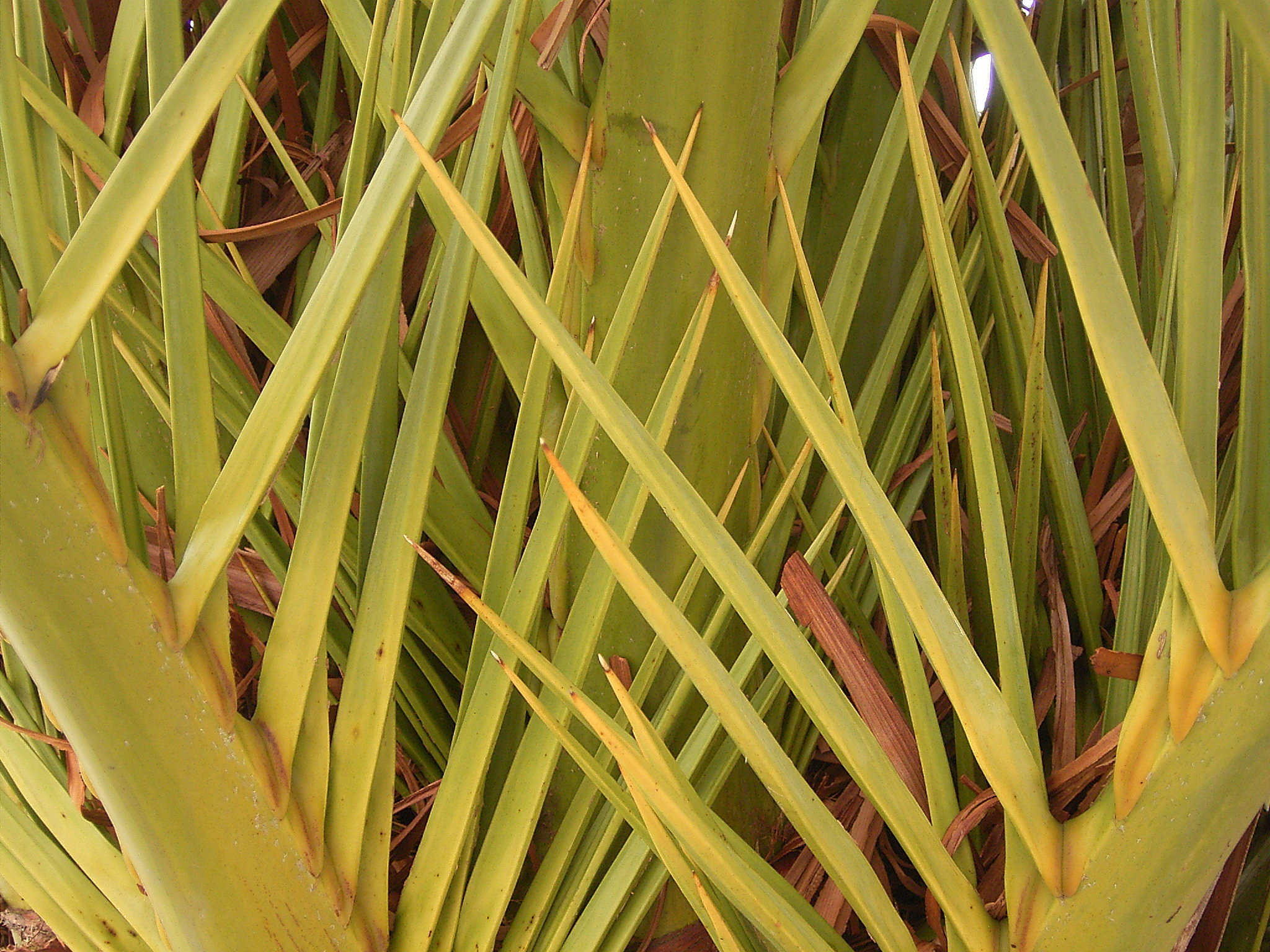
Detail listů
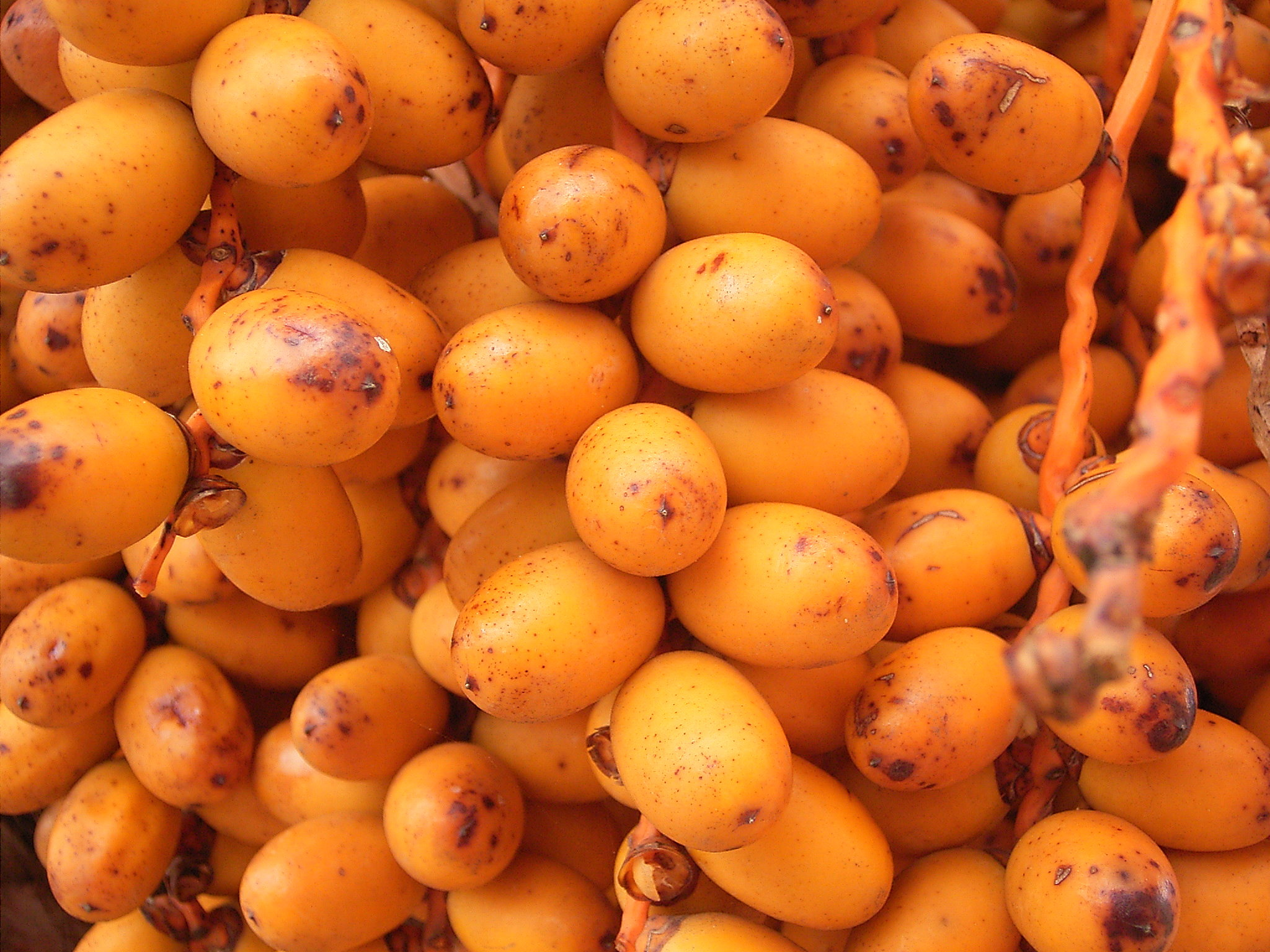
Plody
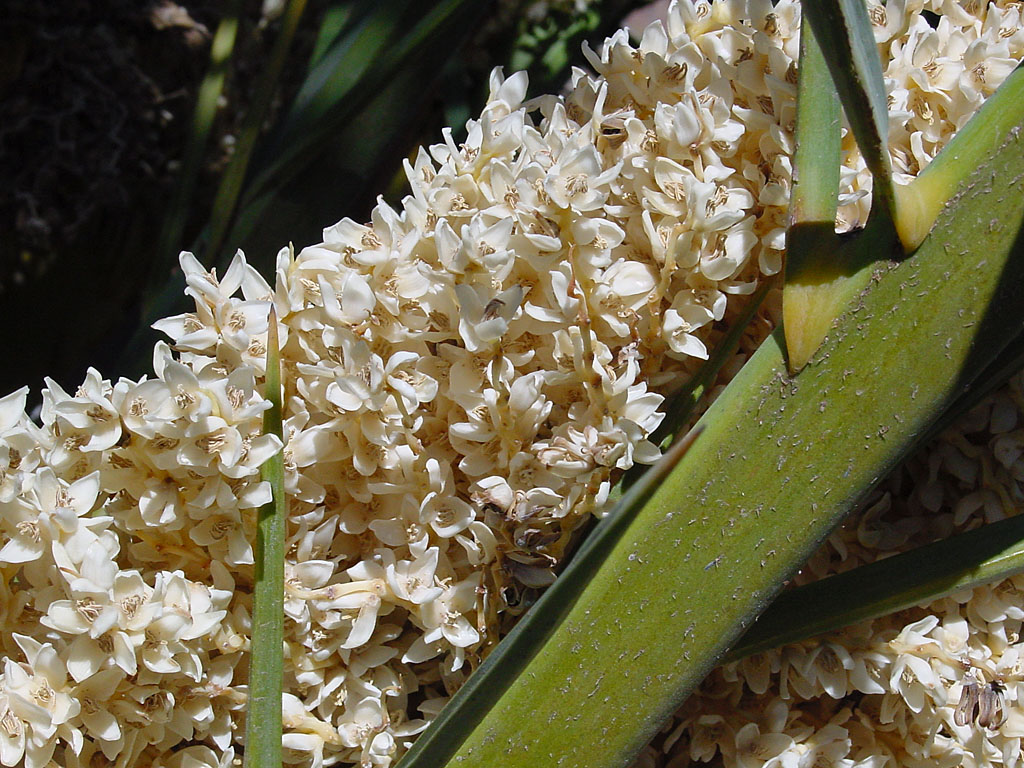
Květenství